# ササクレヒトヨタケ
ササクレヒトヨタケ（細裂一夜茸、学名: Coprinus comatus）は、ハラタケ科ササクレヒトヨタケ属に属する小型から中型のキノコ（菌類）の一種。イタリア名で「コプリーヌ」ともよばれる。幼菌は食用することができる。成菌は胞子が成熟すると傘の縁から黒く液化して、一夜にして溶けてしまう。地方により、ギョウレツモタシ、アミガサコゾウの地方名でよばれる。学名の属名 Coprinus は「糞の上に生える」、種小名の comatus は「髪の毛が長い」のという意味があり、糞などの堆肥が多く混ざった地面に発生する性質と、ささくれた傘の外見的な特徴から名付けられている。

## 分布・生態
極地を除いてほぼ全世界に広く分布する。日本国内でも、各地で普通に見出される。
腐生菌。春から晩秋にかけて、人里近くの草地・庭園・畑地、あるいは道端などの身近なところに見られ、特に有機質に富んだ地上に束生ないし群生する。腐植質に富む場所を好む性質で、ときにウマやウシなどの糞上にも見出されることがある。代表的な腐生菌（腐生性）の一つである。
胞子が成熟すると、傘の縁から溶け始め、胞子を含む墨汁のような黒い液が滴り落ちて、胞子が拡散される。この液化は腐敗によるものではなく、ササクレヒトヨタケ自身が産生する酵素の働きによる自家消化である。一夜にして溶けてしまう儚いキノコである。
最近の研究によれば、本種は線虫を捕捉し、窒素源として資化する線虫捕食菌のひとつでもあるという。

## 形態
子実体は全体に白く、傘と柄からなる。全体の高さ3 - 12センチメートル (cm) ほどになるキノコで、傘ははじめ長楕円形（円筒形）で柄を半分以上被い、その後は先端に丸みを帯びた鐘形に開くが平らに開くことはなく、傘は全長5 - 10 cm、最も太い部分の径は3 - 5 cm程度である。傘の表面は白色で、繊維状で粘性を欠き、成長すると淡褐色のささくれ状の鱗片と条線が散在し、のちに平滑になり条線が現れる。傘の縁は裂けやすい。
肉はきわめて薄く、もろくて柔らかく、変色性を欠き、ほとんど無味無臭である。
ヒダはごく密に配列し、柄に対して離生しており、薄くて比較的幅が広く、幼時は白色であるが、胞子の成熟に伴って傘の縁から次第にピンク色を経て灰紫色、さらに黒変し、傘の肉とともに最後には黒インク状に液化・溶解する。最後には傘はほとんどなくなり、柄だけが残る。
柄は長さ15 - 25 cm、基部が紡錘状に膨らみ、表面は白色で光沢があり、脱落しやすい可動性の薄い膜質かリング状の小さなツバを備え、柄の内部は中空である。
担子胞子は大きさ9.5 - 12 × 6 - 8.5マイクロメートル (μm) の楕円形で、一端に明瞭な発芽孔を備え、表面は平滑、黒褐色ないしほとんど黒色を呈する。胞子紋は黒色。ひだの側面にも縁にも多数のシスチジア（無色・薄壁で嚢状またはこん棒状、あるいは逆フラスコ状など）を備えている。菌糸にはかすがい連結を有する。

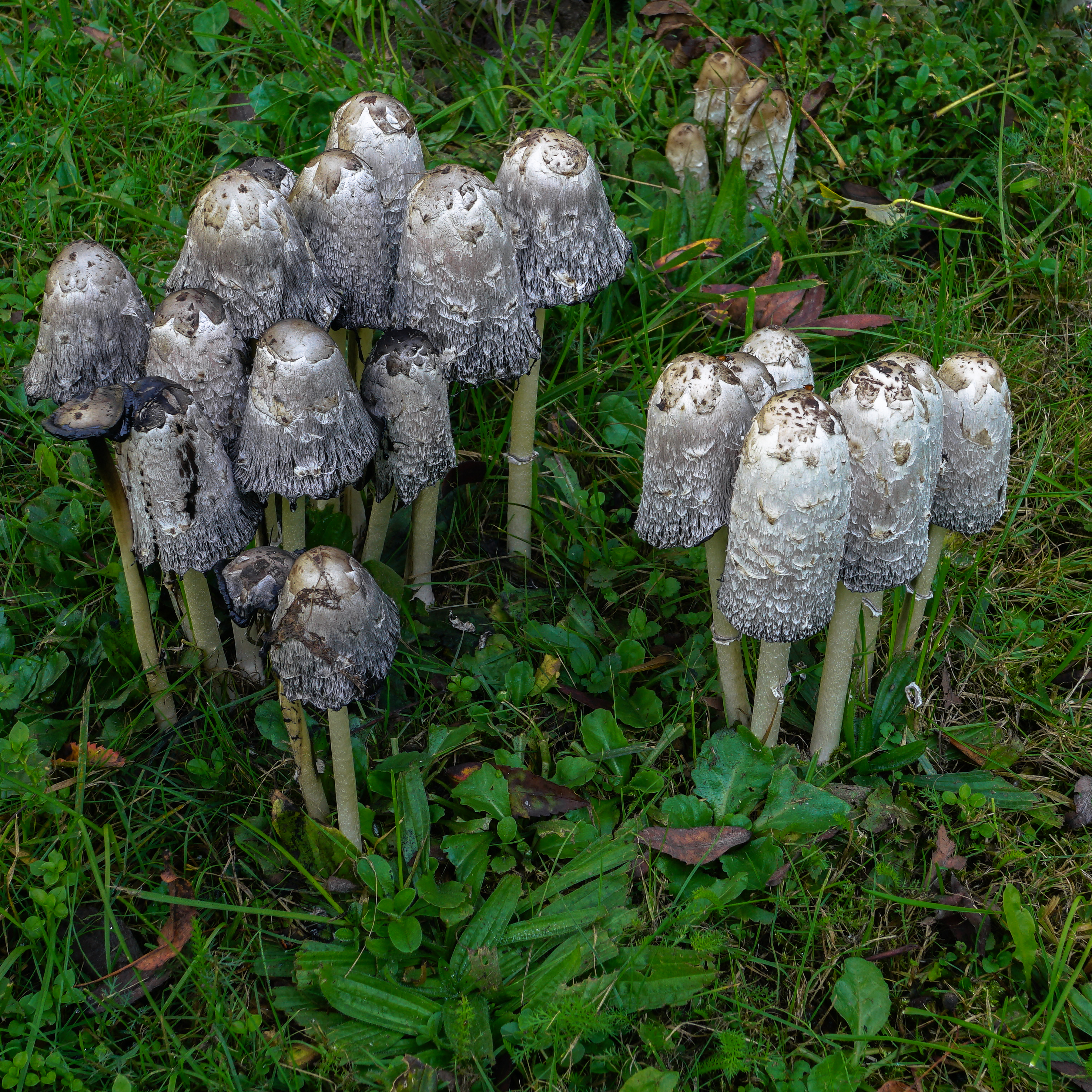
草地に群生したササクレヒトヨタケ
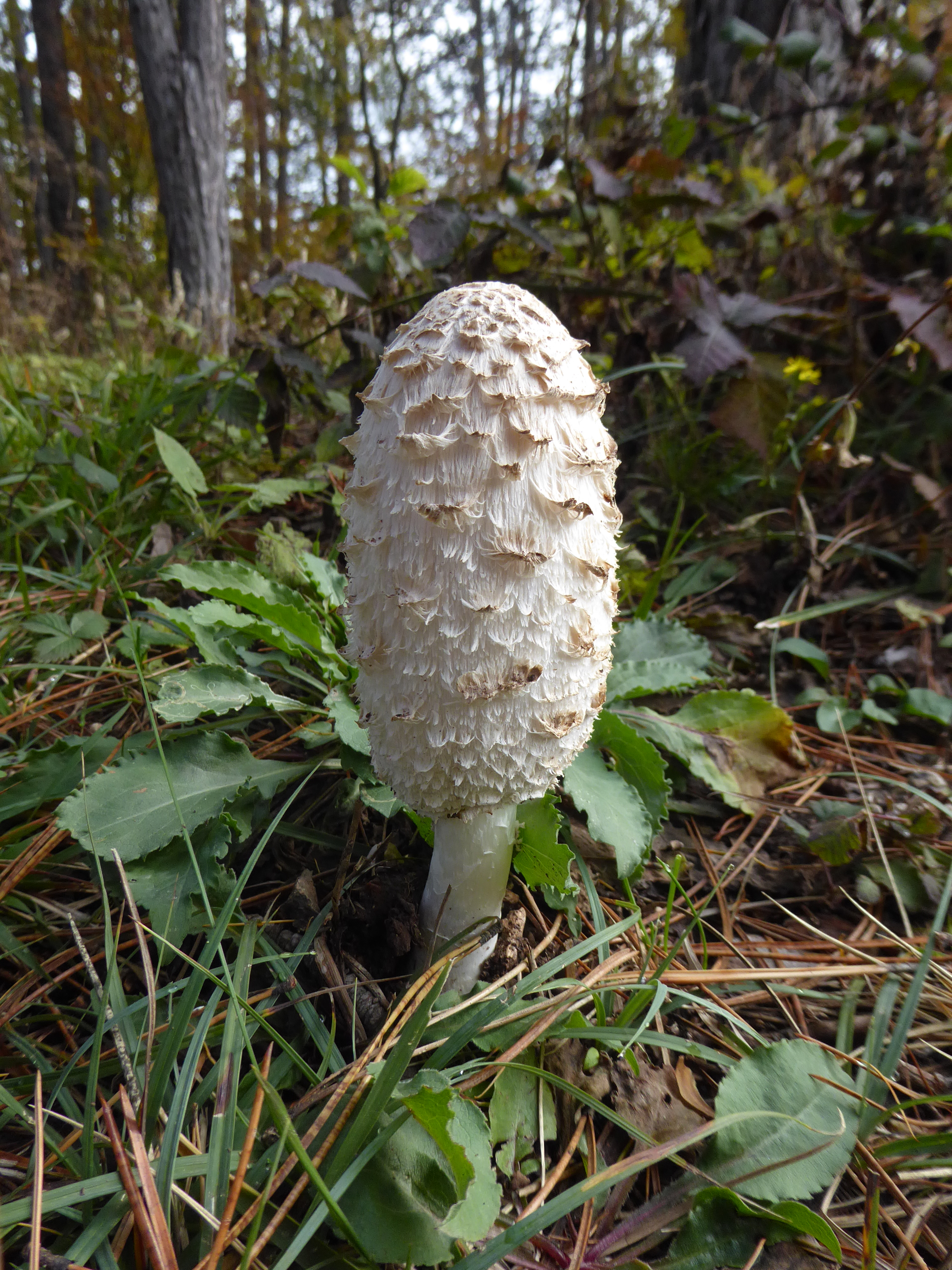
幼菌の傘は柄に被さった楕円形
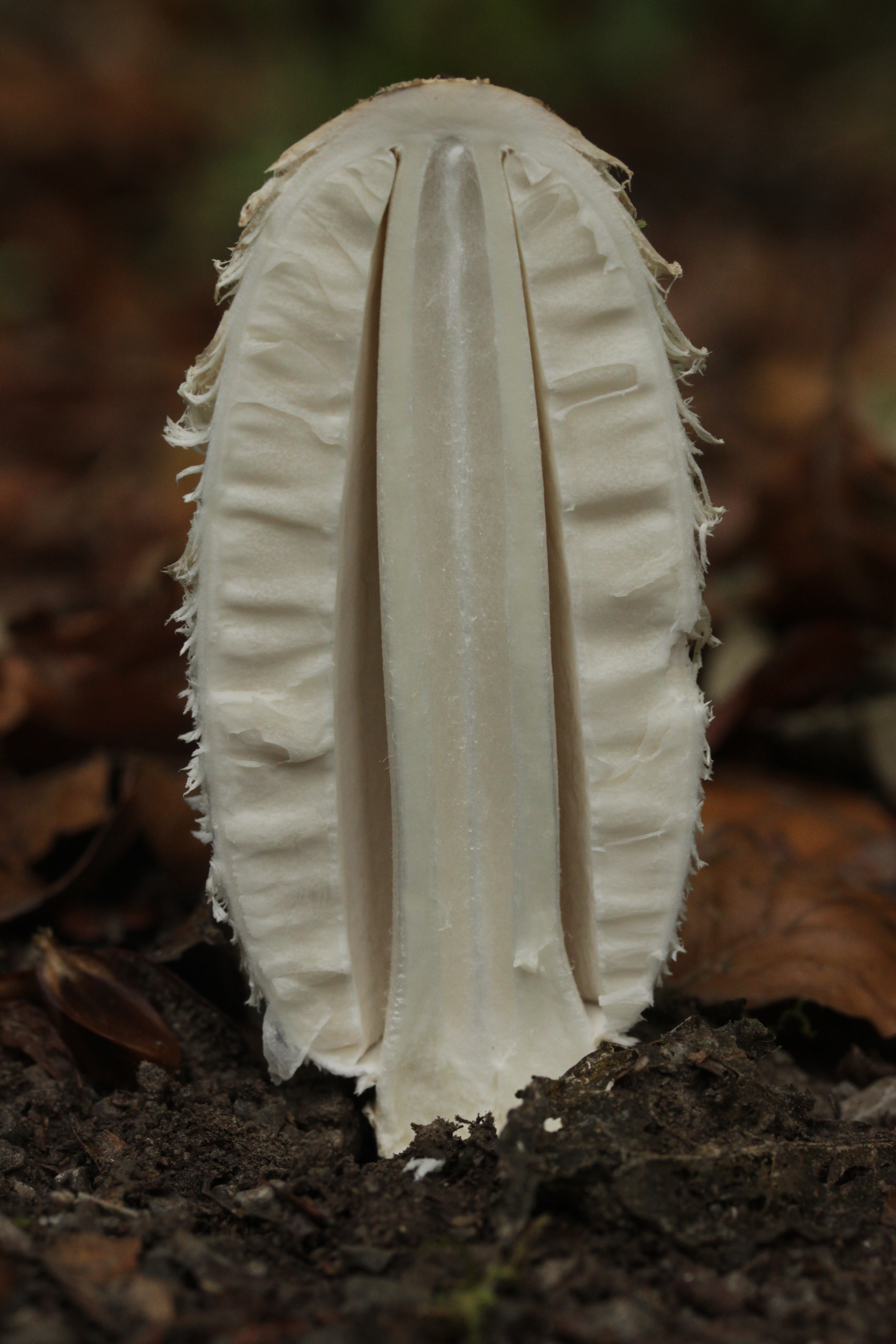
幼菌の断面
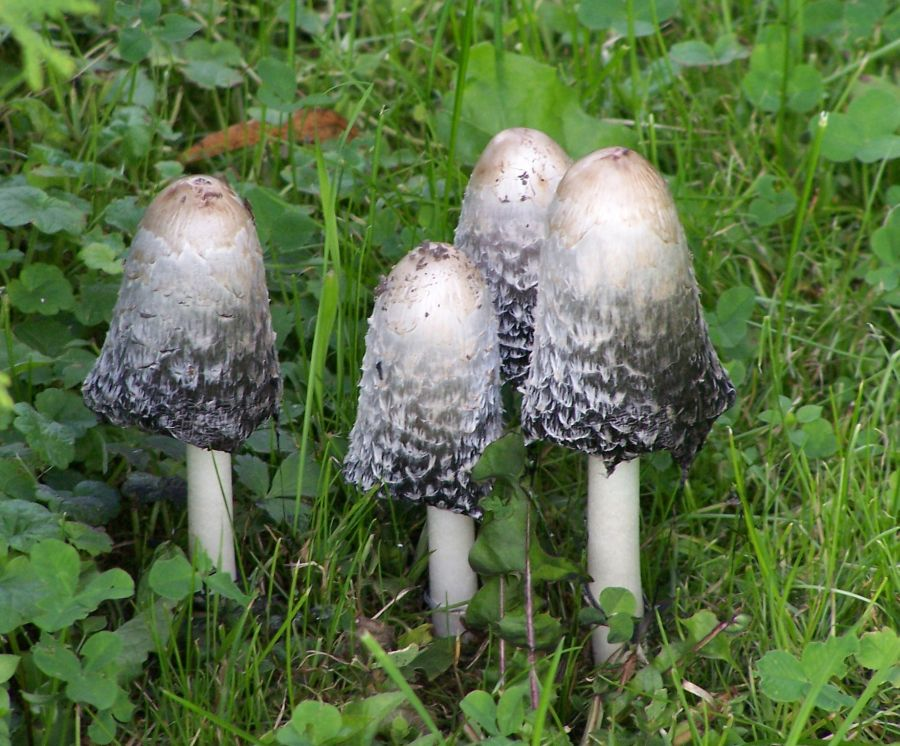
成熟すると傘の縁から黒いインク状に溶ける
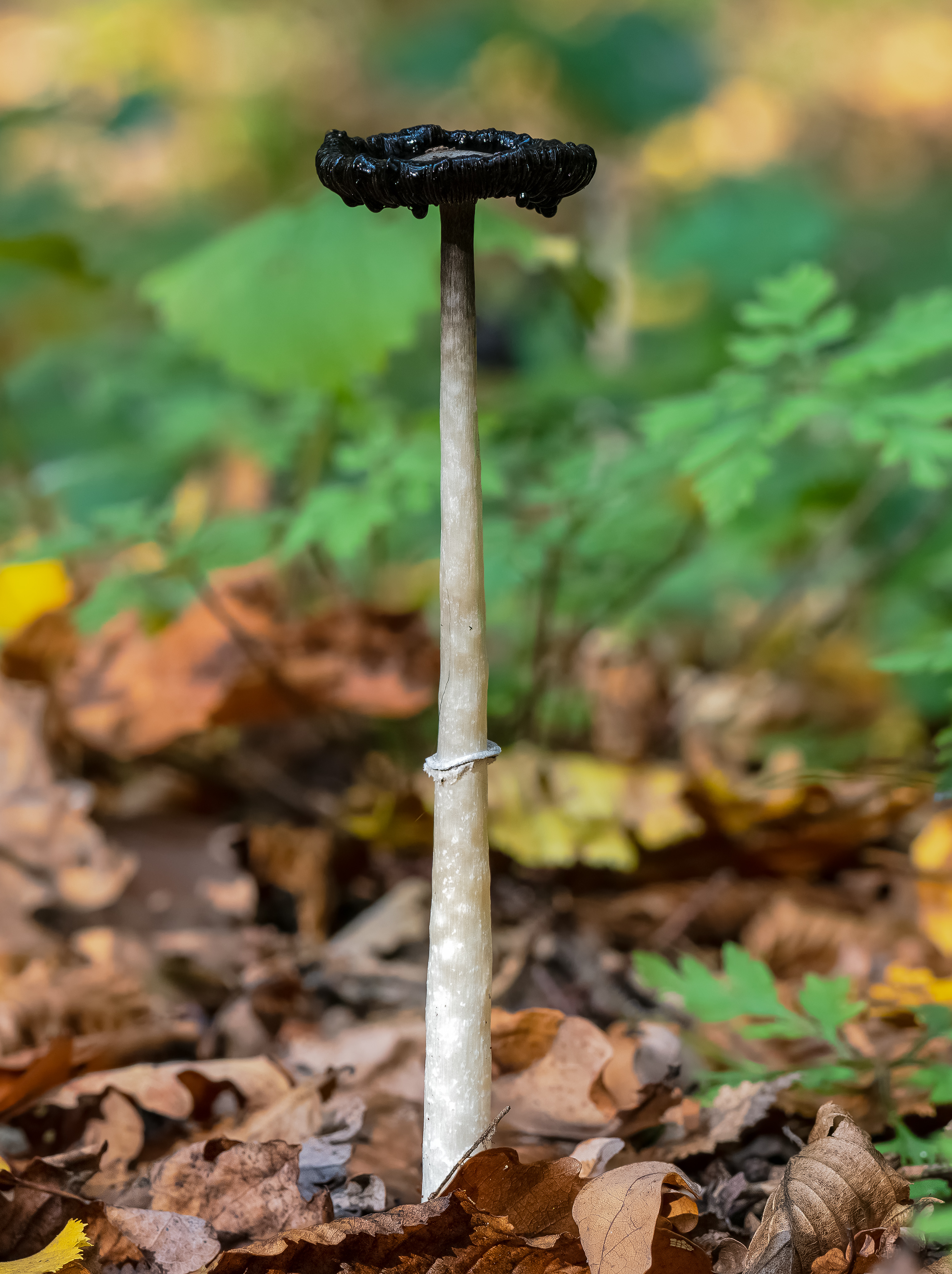
傘が溶けてほぼ柄だけが残った子実体

## 食用

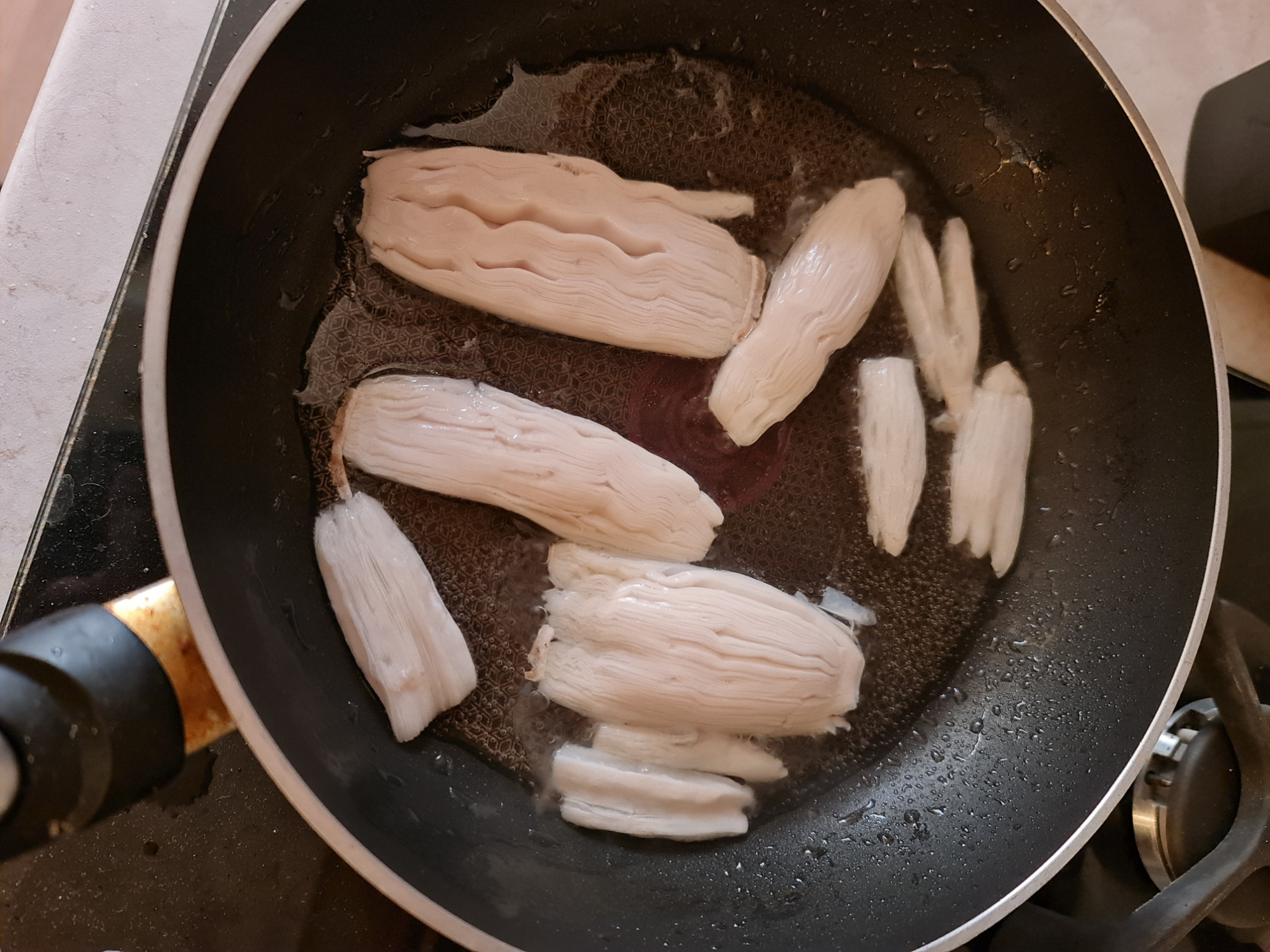
食用油で素揚げ調理中のササクレヒトヨタケの幼菌

傘が開く前の白い棒状の幼菌に限り、食べることができる。マシュマロのような口当たりの傘のほうが柄より美味であるという。匂いにもクセがなく、しっかりした歯ごたえがあり、旨味が強く、抗酸化作用も期待できる。成熟してヒダが黒ずんだものは料理に向かない。若い個体でも、長く保存していると臭いが出てくるため、採取後はなるべくはやく調理すると良い。
料理は和風、洋風いずれにも合う。ソテーやフライ、シチューなどによく使われ、さっと茹でて温野菜サラダに加えられることもある。炒め物やスープに入れてもおいしい。
日本ではあまり一般的ではないが、栽培品も市場に流通し、よく食べられている。市場では「コプリーヌ」あるいは「つくし茸」という販売名で食用キノコとして商品化されている。
なお、近縁で本種と同様に傘やヒダに液化性を持つヒトヨタケ（Coprinopsis atramentaria）は、アルコールとともに食べると一種の中毒症状を起こすが、ササクレヒトヨタケにはその危険はない。
松本零士の作品「男おいどん」に登場するキノコ『サルマタケ』のモデルはササクレヒトヨタケであるという。

## 類似種
かつては同じ仲間とされたヒトヨタケ（Coprinopsis atramentaria）と似ており、成熟すると自家消費により黒インク状に傘が溶けていく点では同じであるが、ササクレヒトヨタケは傘表面の顕著なささくれが区別点となり、有毒成分のコプリンを含まない。
主にウマの糞上に発生するマグソヒトヨタケ（Coprinus sterquilinus）は、外観が多少ササクレヒトヨタケに似るが、全体にやや小形で、かさの表面をおおう鱗片がより繊細で消失しやすいことと、胞子がはるかに大きいことで区別される。前者も無毒で、ササクレヒトヨタケと混同して食用にしても差し支えはない。

## その他
含硫アミノ酸のエルゴチオネインを豊富に含む。